# لبه (بازی ویدئویی)
لبه (انگلیسی: Edge) یک بازی ویدئویی پازل تک‌نفره برای سکوهای لینوکس، آی‌اواس، اندروید، شبکه پلی‌استیشن، ویندوز، اواس ده، آن‌لایو، وی یو و نینتندو ۳دی‌اس می‌باشد که توسط موبی‌گیم، تو ترایبز توسعه و موبی‌گیم نشر پیدا کرده است. این بازی اولین بار در دسامبر ۲۰۰۸ منتشر شده است.